# Дуб звичайний (1 дерево, Урмань)
Дуб звича́йний (1 дерево) (Урманський дуб) — ботанічна пам'ятка природи місцевого значення в Тернопільському районі Тернопільської області.

## Розташування
Зростає на території Урманської сільради у кварталі 25 виділі 3 лісового урочища «Урмань» Урманського лісництва ДП «Бережанське лісомисливське господарство».

## Пам'ятка
Оголошений об'єктом природно-заповідного фонду рішенням виконавчого комітету Тернопільської обласної ради від 28 грудня 1970 р. № 829. Перебуває у віданні ДП «Бережанське лісомисливське господарство».
Початкова назва — «Плюсове дерево дуба ІІ категорії», офіційно перейменована на «Дуб звичайний (1 дерево)» рішенням № 75 другої сесії Тернопільської обласної ради шостого скликання від 10 лютого 2016 року.

## Характеристика
Площа — 0,01.
Вік дуба — 112 років, діаметр — 36 см, висота — 20 метрів, бонітет — 1а, умови місцезростання -Д3.